# Blossia falcifera natalensis
Blossia falcifera natalensis es una subespecie de arácnido  del orden Solifugae de la familia Daesiidae.

## Distribución geográfica
Se encuentra en el sur de África.